# Japanvax
Japanvax (céra japónica) är ett slags fett som utvinns ur frukterna av flera arter av släktet Rhus (sumakväxter). För att erhålla detta värdefulla vax odlas i Sydostasien och Japan arterna Rhus vernicifera och Rhus succedanea (vaxsumak).

## Framställning
Vaxet finns företrädesvis i fruktköttet i en mängd av 40–65 % och utvinns antingen genom extraktion eller pressning. Det erhållna vaxet bleks i solen, smälts och renas varefter det förpackas på lämpligt sätt. Av resterna efter utvinningen kan ytterligare fett erhållas genom att man blandar materialet med ca 10 % perillaolja och pressar blandningen. Detta fett är något mjukare.

## Egenskaper
Vaxet är i rått tillstånd blågrått men blir efter blekning svagt gult och antar vid längre lagring en mörkt gul till rödbrun färg samt får på ytan en stoftliknande vit beläggning. Såväl smak som lukt är något hartsartad eller härsket talgaktig. Till konsistensen liknar det vanligt vax, men blir redan vid handvärme mjukt.
Det består huvudsakligen av palmitin och fri palmitinsyra. Det är olösligt i kall, men lättlösligt i kokande etanol samt i eter eller bensen.

## Användning
Japanvax har historiskt varit en betydande exportvara med utförsel huvudsakligen från Japan, Singapor, Shanghai och Hongkong. I England användes vaxet på sin tid för tillverkning av vaxtändstickor. Det kan också användas som råmaterial för tillverkning av bonvax, stearinljus, kosmetika m m.